# Sengkurong
Sengkurong – miasto w Brunei, w dystrykcie Brunei-Muara.